# Orthetrum japonicum
Orthetrum japonicum е вид водно конче от семейство Libellulidae. Видът не е застрашен от изчезване.

## Разпространение
Разпространен е във Виетнам, Индия (Аруначал Прадеш, Асам, Джаму и Кашмир, Западна Бенгалия, Махаращра, Мегхалая, Нагаланд, Утар Прадеш и Химачал Прадеш), Китай (Съчуан, Тибет, Фудзиен, Хубей и Юннан), Мианмар, Непал, Пакистан, Провинции в КНР, Северна Корея, Тайван, Тайланд и Япония.